# بارت آلن
بارت آلن با نام کامل بارتولومئو هنری آلن جوان (به انگلیسی: Bart Allen) یک شخصیت ابرقهرمان در دنیای دی‌سی کامیکس است.
او یک ابرقهرمان نوجوان و ادامه دهنده راه فلش (پیش از آنکه دومین قهرمان به نام بچه فلش ظاهر شود)، می‌باشد.

بارت آلن، به عنوان فلش، یکی از کاراکترهای هسته ای در ۱۰ مسئلهٔ لیگ عدالت آمریکا بود. جردن فیشر در سریال فلش نقش این شخصیت را ایفا میکند
او فرزند دان آلن و ملانی ثاون و نوه پسری بری آلن است.